# (6768) Mathiasbraun
(6768) Mathiasbraun est un astéroïde de la ceinture principale.

## Description
(6768) Mathiasbraun est un astéroïde de la ceinture principale. Il fut découvert le 7 septembre 1983 à l'Observatoire Kleť par Antonín Mrkos. Il présente une orbite caractérisée par un demi-grand axe de 2,38 UA, une excentricité de 0,20 et une inclinaison de 2,2° par rapport à l'écliptique.

## Compléments